# Alex Fontana
Alex Fontana, właśc. Alessandro Fontana (ur. 5 sierpnia 1992 w Lugano) – szwajcarski kierowca wyścigowy.

## Życiorys

### Formuła 3
Alex Fontana karierę rozpoczął od startów w kartingu. W 2008 roku zadebiutował w serii wyścigów samochodów jednomiejscowych – Formule Azzurra. Wygrawszy dwa wyścigi, zmagania zakończył na 7. miejscu. W kolejnym sezonie awansował do Włoskiej Formuły 3. Pomimo uczestnictwa we wszystkich rundach, w ani jednej nie zdobył punktów.
W roku 2011 Szwajcar przeniósł się do Otwartych Mistrzostw Europy Formuły 3. Równa i konsekwentna jazda zaowocowała tytułem mistrzowskim na wyścig przed zakończeniem sezonu (na hiszpańskim torze Circuit de Catalunya). W trakcie zmagań siedmiokrotnie znalazł się na podium, z czego dwukrotnie na najwyższym stopniu.

### Formuła 2
W 2012 roku zaangażował się w Formułę 2. Sezon rozpoczął od dwóch trzecich miejsc na brytyjskim torze Silverstone. W dalszej części sezonu nie spisywał się jednak tak dobrze. W ciągu czternastu wyścigów tylko ześciokrotnie meldował się jeszcze w czołowej szóstce. Zdołał jednak odnieść zwycięstwo na węgierskim torze Hungaroring. Uzyskał przy tym najszybsze okrążenie wyścigu. W klasyfikacji generalnej zajął 7. miejsce.

### Seria GP3
W tym samym sezonie Fontana wystartował w jednej rundzie Serii GP3 na torze Spa-Francorchamps. Reprezentując szwajcarską ekipę Jenzer Motorsport, w pierwszym wyścigu dojechał na czternastym miejscu, natomiast w drugim sięgnął po jeden punkt za szóstą lokatę. Dzięki temu został sklasyfikowany na 24. pozycji w ogólnej punktacji.
Na sezon 2013 startów w serii GP3 przedłużył kontrakt ze szwajcarską ekipą Jenzer Motorsport. W ciągu szesnastu wyścigów, w których wystartował, raz stanął na podium (podczas drugiego wyścigu na Silverstone Circuit). Z dorobkiem osiemnastu punktów został sklasyfikowany na siedemnastej pozycji w klasyfikacji generalnej.
W sezonie 2014 Szwajcar podpisał kontrakt z francuską ekipą ART Grand Prix. Wystartował łącznie w osiemnastu wyścigach, spośród których dwukrotnie stawał na podium. Był trzeci w drugim wyścigu w Belgii i w pierwszym wyścigu w Soczi. Uzbierał łącznie 43 punkty, które zapewniły mu jedenaste miejsce w końcowej klasyfikacji kierowców.
W roku 2015 francuska ekipa nie przedłużyła z nim kontraktu i związał się z irlandzkim teamem Status Grand Prix. W ciągu sezonu sześciokrotnie sięgał po punkty, a więc więcej razy, niż przed rokiem, jednak nie były to wysokie zdobycze. Najlepszą lokatę osiągnął podczas sprintu w Austrii i Belgii, gdzie był szósty. Do niedzielnego startu na włoskim torze Autodromo Nazionale di Monza startował z pole position (po odwróceniu kolejności), jednak nie wykorzystał tej okazji do zwycięstwa. Dojechał ostatecznie dopiero szesnasty. Szesnaście punktów sklasyfikowało go na 16. pozycji.

### Formuła E
W czerwcu 2015 roku wystartował w kończącej sezon Formuły E rundzie w Londynie. Reprezentując zespół Włocha Jarno Trulliego, pierwszego startu nie ukończył, natomiast w drugim dojechał czternasty.

### Formuła Renault 3.5
W sezonie 2015 wziął udział w rundzie Formuły Renault 3.5 na ulicznym torze w Monte Carlo. Zastąpił w zespole Sito Ponsa Hiszpana Roberto Merhiego. Na krętych ulicach Monako dojechał na dziewiątej lokacie. Zdobyte punkty sklasyfikowały go na 24. miejscu.

## Wyniki

### GP3
| Legenda oznaczeń w tabelach wyników Wyświetl szablon na nowej stronie | Legenda oznaczeń w tabelach wyników Wyświetl szablon na nowej stronie                                                                     |
| Oznaczenie                                                            | Wyjaśnienie |
| --------------------------------------------------------------------- | --- |
| Złoty                                                                 | Zwycięzca lub mistrzostwo |
| Srebrny                                                               | 2. miejsce lub wicemistrzostwo |
| Brązowy                                                               | 3. miejsce lub II wicemistrzostwo |
| Zielony                                                               | Ukończył, punktował (w klasyfikacji generalnej, gdy zdobył co najmniej jeden punkt na przestrzeni sezonu, poza trzema powyższymi opcjami) |
| Niebieski                                                             | Ukończył, nie punktował (w klasyfikacji generalnej, gdy nie zdobył co najmniej jednego punktu na przestrzeni sezonu)                      |
| Czerwony                                                              | Nie zakwalifikował się (NZ) |
| Czerwony                                                              | Nie prekwalifikował się (NPK) |
| Różowy                                                                | Nie ukończył (NU) |
| Różowy                                                                | Niesklasyfikowany (NS) (w klasyfikacji generalnej, gdy nie został sklasyfikowany w żadnym wyścigu sezonu)                                 |
| Czarny                                                                | Zdyskwalifikowany (DK) |
| Czarny                                                                | Wykluczony (WYK/EX) |
| Biały                                                                 | Nie wystartował (NW) |
| Biały                                                                 | Kontuzjowany (K/INJ) |
| Biały                                                                 | Wyścig odwołany (OD/C) |
| Bez koloru                                                            | Został wycofany (WYC/WD) |
| Bez koloru                                                            | Nie przybył (NP/DNA) |
| Bez koloru                                                            | Nie brał udziału w treningach (NT/DNP) |
| Bez koloru                                                            | Nie został zgłoszony (–) |
| Pogrubienie                                                           | Start z pole position |
| Kursywa                                                               | Najszybsze okrążenie wyścigu |
| †                                                                     | Nie ukończył, ale jego rezultat został zaliczony ze względu na przejechanie więcej niż 90% dystansu wyścigu.                              |
| *                                                                     | Sezon w trakcie |
| 1/2/3                                                                 | Punktowana pozycja w sprincie kwalifikacyjnym                                                                                             |
| Lista systemów punktacji Formuły 1                                    | |

| Rok  | Zespół            | Wyniki w poszczególnych eliminacjach | Wyniki w poszczególnych eliminacjach | Wyniki w poszczególnych eliminacjach | Wyniki w poszczególnych eliminacjach | Wyniki w poszczególnych eliminacjach | Wyniki w poszczególnych eliminacjach | Wyniki w poszczególnych eliminacjach | Wyniki w poszczególnych eliminacjach | Wyniki w poszczególnych eliminacjach | Wyniki w poszczególnych eliminacjach | Wyniki w poszczególnych eliminacjach | Wyniki w poszczególnych eliminacjach | Wyniki w poszczególnych eliminacjach | Wyniki w poszczególnych eliminacjach | Wyniki w poszczególnych eliminacjach | Wyniki w poszczególnych eliminacjach | Wyniki w poszczególnych eliminacjach | Wyniki w poszczególnych eliminacjach | Punkty | Pozycja |
| ---- | ----------------- | ------------------------------------ | ------------------------------------ | ------------------------------------ | ------------------------------------ | ------------------------------------ | ------------------------------------ | ------------------------------------ | ------------------------------------ | ------------------------------------ | ------------------------------------ | ------------------------------------ | ------------------------------------ | ------------------------------------ | ------------------------------------ | ------------------------------------ | ------------------------------------ | ------------------------------------ | ------------------------------------ | ------ | ------- |
| 2011 | Jenzer Motorsport | TUR                                  | TUR                                  | ESP                                  | ESP                                  | VAL                                  | VAL                                  | GBR                                  | GBR                                  | DEU                                  | DEU                                  | HUN                                  | HUN                                  | BEL                                  | BEL                                  | ITA                                  | ITA                                  |                                      |                                      | 1      | 24      |
| 2011 | Jenzer Motorsport | –                                    | –                                    | –                                    | –                                    | –                                    | –                                    | –                                    | –                                    | –                                    | –                                    | –                                    | –                                    | 14                                   | 6                                    | –                                    | –                                    |                                      |                                      | 1      | 24      |
| 2012 | Jenzer Motorsport | ESP                                  | ESP                                  | MON                                  | MON                                  | VAL                                  | VAL                                  | GBR                                  | GBR                                  | DEU                                  | DEU                                  | HUN                                  | HUN                                  | BEL                                  | BEL                                  | ITA                                  | ITA                                  |                                      |                                      | 8,5    | 18      |
| 2012 | Jenzer Motorsport | –                                    | –                                    | –                                    | –                                    | –                                    | –                                    | –                                    | –                                    | –                                    | –                                    | 17                                   | 15                                   | 10                                   | 4                                    | –                                    | –                                    |                                      |                                      | 8,5    | 18      |
| 2013 | Jenzer Motorsport | ESP                                  | ESP                                  | VAL                                  | VAL                                  | GBR                                  | GBR                                  | DEU                                  | DEU                                  | HUN                                  | HUN                                  | BEL                                  | BEL                                  | ITA                                  | ITA                                  | ARE                                  | ARE                                  |                                      |                                      | 18     | 17      |
| 2013 | Jenzer Motorsport | 10                                   | 9                                    | 14                                   | 11                                   | 7                                    | 3                                    | NU                                   | 17                                   | 10                                   | 19                                   | 21                                   | 12                                   | NU                                   | NU                                   | 13                                   | 10                                   |                                      |                                      | 18     | 17      |
| 2014 | ART Grand Prix    | ESP                                  | ESP                                  | AUT                                  | AUT                                  | GBR                                  | GBR                                  | DEU                                  | DEU                                  | HUN                                  | HUN                                  | BEL                                  | BEL                                  | ITA                                  | ITA                                  | RUS                                  | RUS                                  | ARE                                  | ARE                                  | 43     | 11      |
| 2014 | ART Grand Prix    | 11                                   | 19                                   | NU                                   | 17                                   | 15                                   | NU                                   | 11                                   | 13                                   | 14                                   | 13                                   | 6                                    | 3                                    | NU                                   | 10                                   | 3                                    | NU                                   | 6                                    | 15                                   | 43     | 11      |
| 2015 | Status Grand Prix | ESP                                  | ESP                                  | AUT                                  | AUT                                  | GBR                                  | GBR                                  | HUN                                  | HUN                                  | BEL                                  | BEL                                  | ITA                                  | ITA                                  | RUS                                  | RUS                                  | BHR                                  | BHR                                  | ARE                                  | ARE                                  | 16     | 16      |
| 2015 | Status Grand Prix | 9                                    | 16                                   | 10                                   | 6                                    | 19                                   | 18                                   | 14                                   | 13                                   | 10                                   | 6                                    | 8                                    | 16                                   | 19                                   | 11                                   | 19                                   | 19                                   | 15                                   | 13                                   | 16     | 16      |

### Formuła Renault 3.5
| Legenda oznaczeń w tabelach wyników Wyświetl szablon na nowej stronie | Legenda oznaczeń w tabelach wyników Wyświetl szablon na nowej stronie                                                                     |
| Oznaczenie                                                            | Wyjaśnienie |
| --------------------------------------------------------------------- | --- |
| Złoty                                                                 | Zwycięzca lub mistrzostwo |
| Srebrny                                                               | 2. miejsce lub wicemistrzostwo |
| Brązowy                                                               | 3. miejsce lub II wicemistrzostwo |
| Zielony                                                               | Ukończył, punktował (w klasyfikacji generalnej, gdy zdobył co najmniej jeden punkt na przestrzeni sezonu, poza trzema powyższymi opcjami) |
| Niebieski                                                             | Ukończył, nie punktował (w klasyfikacji generalnej, gdy nie zdobył co najmniej jednego punktu na przestrzeni sezonu)                      |
| Czerwony                                                              | Nie zakwalifikował się (NZ) |
| Czerwony                                                              | Nie prekwalifikował się (NPK) |
| Różowy                                                                | Nie ukończył (NU) |
| Różowy                                                                | Niesklasyfikowany (NS) (w klasyfikacji generalnej, gdy nie został sklasyfikowany w żadnym wyścigu sezonu)                                 |
| Czarny                                                                | Zdyskwalifikowany (DK) |
| Czarny                                                                | Wykluczony (WYK/EX) |
| Biały                                                                 | Nie wystartował (NW) |
| Biały                                                                 | Kontuzjowany (K/INJ) |
| Biały                                                                 | Wyścig odwołany (OD/C) |
| Bez koloru                                                            | Został wycofany (WYC/WD) |
| Bez koloru                                                            | Nie przybył (NP/DNA) |
| Bez koloru                                                            | Nie brał udziału w treningach (NT/DNP) |
| Bez koloru                                                            | Nie został zgłoszony (–) |
| Pogrubienie                                                           | Start z pole position |
| Kursywa                                                               | Najszybsze okrążenie wyścigu |
| †                                                                     | Nie ukończył, ale jego rezultat został zaliczony ze względu na przejechanie więcej niż 90% dystansu wyścigu.                              |
| *                                                                     | Sezon w trakcie |
| 1/2/3                                                                 | Punktowana pozycja w sprincie kwalifikacyjnym                                                                                             |
| Lista systemów punktacji Formuły 1                                    | |

| Rok  | Zespół      | Wyniki w poszczególnych eliminacjach | Wyniki w poszczególnych eliminacjach | Wyniki w poszczególnych eliminacjach | Wyniki w poszczególnych eliminacjach | Wyniki w poszczególnych eliminacjach | Wyniki w poszczególnych eliminacjach | Wyniki w poszczególnych eliminacjach | Wyniki w poszczególnych eliminacjach | Wyniki w poszczególnych eliminacjach | Wyniki w poszczególnych eliminacjach | Wyniki w poszczególnych eliminacjach | Wyniki w poszczególnych eliminacjach | Wyniki w poszczególnych eliminacjach | Wyniki w poszczególnych eliminacjach | Wyniki w poszczególnych eliminacjach | Wyniki w poszczególnych eliminacjach | Wyniki w poszczególnych eliminacjach | Punkty | Pozycja |
| ---- | ----------- | ------------------------------------ | ------------------------------------ | ------------------------------------ | ------------------------------------ | ------------------------------------ | ------------------------------------ | ------------------------------------ | ------------------------------------ | ------------------------------------ | ------------------------------------ | ------------------------------------ | ------------------------------------ | ------------------------------------ | ------------------------------------ | ------------------------------------ | ------------------------------------ | ------------------------------------ | ------ | ------- |
| 2015 | Pons Racing | ARA                                  | ARA                                  | MON                                  | BEL                                  | BEL                                  | HUN                                  | HUN                                  | AUT                                  | AUT                                  | UK                                   | UK                                   | DEU                                  | DEU                                  | FRA                                  | FRA                                  | JER                                  | JER                                  | 2      | 24      |
| 2015 | Pons Racing | –                                    | –                                    | 9                                    | –                                    | –                                    | –                                    | –                                    | –                                    | –                                    | –                                    | –                                    | –                                    | –                                    | –                                    | –                                    | –                                    | –                                    | 2      | 24      |

### Podsumowanie
| Sezon     | Seria               | Zespół                | Wyścigi | Zwycięstwa | PP | NO | Podium | Punkty | Pozycja |
| --------- | ------------------- | --------------------- | ------- | ---------- | -- | -- | ------ | ------ | ------- |
| 2009      | Formuła Azzurra     | MG Motorsport         | 16      | 2          | 0  | 0  | 3      | 49     | 7       |
| 2010      | Włoska Formuła 3    | Corbetta Competizioni | 16      | 0          | 0  | 0  | 0      | 0      | 27      |
| 2011      | European F3 Open    | Corbetta Competizioni | 16      | 2          | 1  | 1  | 7      | 120    | 1       |
| 2011      | Seria GP3           | Jenzer Motorsport     | 2       | 0          | 0  | 0  | 0      | 1      | 24      |
| 2012      | Formuła 2           | Motorsport Vision     | 16      | 1          | 0  | 1  | 3      | 115    | 7       |
| 2012      | Seria GP3           | Jenzer Motorsport     | 4       | 0          | 0  | 0  | 0      | 8,5    | 18      |
| 2013      | Seria GP3           | Jenzer Motorsport     | 16      | 0          | 0  | 0  | 1      | 18     | 17      |
| 2014      | Seria GP3           | ART Grand Prix        | 18      | 0          | 0  | 2  | 2      | 43     | 11      |
| 2014/2015 | Formuła E           | Trulli                | 2       | 0          | 0  | 0  | 0      | 0      | 33      |
| 2015      | Seria GP3           | Status Grand Prix     | 18      | 0          | 0  | 0  | 0      | 16     | 16      |
| 2015      | Formuła Renault 3.5 | Pons Racing           | 1       | 0          | 0  | 0  | 0      | 2      | 24      |